# قسم عمادده الريفي
قسم عمادده الريفي (بالفارسية: دهستان عمادده) (بالفارسية: دهستان عمادده) منطقة ريفية في ناحية صحراء باغ، مقاطعة لارستان، محافظة فارس، إيران. في إحصاء عام 2006 ميلادية، بلغ عدد سكانه 6,813 نسمة، في 1,415 عائلة. يتكون قسم عمادده الريفي من 10 قرية.